# 人間不信の冒険者たちが世界を救うようです
『人間不信の冒険者たちが世界を救うようです』（にんげんふしんのぼうけんしゃたちがせかいをすくうようです）は、富士伸太による日本のライトノベル。『小説家になろう』にて2019年1月13日から連載。MFブックス（KADOKAWA）にて2019年9月25日から2023年11月25日まで刊行された。
メディアミックスとして、2019年10月から2023年1月まで川上真樹の作画によるコミカライズが『ComicWalker』（同）にて連載された。さらにテレビアニメ化され、2023年1月から3月まで放送された

## あらすじ
とある日、ニックは歴戦の冒険者パーティーに所属していたものの、父のように慕うリーダーから追放を言い渡された。仲間たちがきちんとせず、彼らを金勘定や知識面等で支えたものの、横領の濡れ衣を着せられてしまう。おまけに恋人からも振られてしまい、零落したニックは、偶然に酒場で相席になった元貴族令嬢や破門神官、女竜戦士と意気投合することになる。
3人も誰かに裏切り者にされ、人を信頼できなくなった冒険者たちだった。この者同士であり、共にやっていこうと考えたニックらは、生き残るために冒険者パーティー「サバイバーズ」を結成することになった。
人間不信である冒険者たちの最強なパーティーの冒険ストーリーが始まろうとする。

## 登場人物
声の項はテレビアニメ版の声優。

### 主人公たち
彼ら六人はEDでフェルト布のデフォルマシオン状態でセクステットを編成し、エンディングテーマを歌い演奏している。
ニック
声 - 小林裕介、泊明日菜（子供）
本作の主人公。軽戦士。
中堅冒険者パーティー「武芸百般」に所属していたが、パーティーの金を盗んだという虚偽の疑いをかけられ、リーダーで父親同然のアルガスから追放され、また恋人のクロディーヌからも裏切られる。失意の下に居た所を吟遊詩人(アイドル)のアゲートに励まされたのがきっかけで吟遊詩人のおっかけに散財する日々を送っていたが、酒場で同じ境遇で同じ人間不信になっていたディアーナ達とテーブルを囲んで意気投合し、パーティー「サバイバーズ」を結成した。
几帳面な性格で「武芸百般」に居た頃は金勘定にだらしない面々の代わりに財政管理をしていた他、冒険の中で様々な事を学んでいたため、不慮の事態などに適切に対応できる。
ティアーナ
声 - 渡部紗弓
女性の魔術師。
雷や風、氷を操る。貴族出身で成績優秀なのもあり、それまで順風満帆な日々を送っていたが、優秀すぎるが故に恋人のアレックスを含む貴族達の嫉妬を買い、謀略に嵌められ学校を退学させられ、父親も政略結婚させられるのが嫌なら出奔しろと言い渡された過去を持つ。
趣味はギャンブルで、ギャンブル運が強いのもあり、報酬金でギャンブルをしては荒稼ぎをしている。
カラン
声 - 菊池紗矢香
竜人族の女性。竜戦士。
竜人の里を離れて冒険の旅をしていた際に、とあるパーティーに誘われて一緒に冒険をしていたが、実はそのパーティーは新人を誘っては囮などに利用して最後は亡き者にする詐欺パーティーであり、カランも騙されて死亡したかと思われたが、偶然が重なって一命を取り留めた。しかし一族の宝である「竜王宝珠」を盗まれ、サバイバー結成後も竜王宝珠を探している。
騙された事への腹いせで、高名な冒険者「一人飯のフィフス」の真似をして美味い料理を食べたのがきっかけで食道楽にハマっている。
ゼム
声 - 土岐隼一
元神官の男性。法術師。治癒や防御力アップなど回復、支援系魔術を操る。
その整った容姿から女性にモテるが、相手にされていないと逆恨みした少女のミリルに陥れられ、幼女との淫交の冤罪をかけられて投獄された上、出所後は教会から破門を受けた過去を持つ。
かつては品行方正な性格だったが、街外れの宿屋の女主人のヴェルキアが励ますつもりで一夜を共にしたのがきっかけで女性に興味を持つようになり、報酬金でキャバクラ通いをするようになる。
キズナ
声 - 小松未可子
古代遺跡「絆の迷宮」の隠された最下層に封じられていた剣型のアーティファクトで、古代文明の時代に人類の脅威となっていた魔神に対抗するために開発された聖剣の1つで、「オーラブレード」と呼ばれるタイプの聖剣。外見は柄部分のみで、刀身となる部分は使用者の魔力により形成される。
使用者が仲間に協力してもらうことにより威力が増強するという特性を持つ。さらに、使用者が仲間と一体化する「合体(ユニオン)」を成功させることにより、その戦闘能力を爆発的に向上させることができる。ただし《合体》の成功率は低く、心から信頼し合う仲間同士でなければ成功は覚束ない。
この剣自体に知性があり、合体以外にも様々な能力を有している。ニックを所有者として「サバイバーズ」に加入後は、ニックに似た美少年のような姿の人間としてサバイバーズ5人目のメンバーとして行動している。
生み出された当時は聖剣のアーティファクトとしては最新鋭にあたり、開発段階でこそ魔神との戦いに終止符を打つ切り札として期待されたが、先述の《合体》の発動条件の厳しさからまともに運用できるパーティーに恵まれず、結局魔神退治にはもっと扱いやすい別の聖剣が採用され、「試練を乗り越えた選ばれし者たちに与えるため」という名目で騙され、絆の迷宮にずっと死蔵されたまま現在まで過ごしていたという、なんとも伝説に似つかわしくない気の毒な経歴を持っている。
知識欲が旺盛で、様々な書物だけでなく怪しいオカルト雑誌なども積極的に購入しては読み耽っている。
絆の剣　(ナレーション)
声 - 清川元夢
キズナの剣形態。
アゲート / ベル
声 - 石原夏織
ジュエリープロダクション所属の吟遊詩人(アイドル)。ニックに話しかけ、彼に元気を与えた。

### アイドル関係者
トパーズ
声 - 長谷川育美
ジュエリープロダクション所属の吟遊詩人(アイドル)。
アンバー
声 - 山根綺
ジュエリープロダクション所属の吟遊詩人(アイドル)。
ドニー
声 - 手塚ヒロミチ
アゲートの元彼。
ジョセフ
声 - 小形満
ジュエリープロダクションのプロデューサー。
ウィリー
声 - 内田修一
魔術師。吟遊詩人狂(ドルオタ)。

### 冒険者・その他
ヴィルマ
声 - 平野文
ギルドマスター。
クロディーヌ
声 - 白石晴香
冒険者パーティー「鉄虎隊」の女斥候。ニックが「武芸百般」所属時代に付き合っていた元恋人だが、実際は金蔓として彼を利用していたに過ぎず、ニックが「武芸百般」を追放されると本性を露わにして見捨てた。
実は他のパーティーメンバーとは互いに利用し合う関係で、レオンとベッグはクロディーヌを使い潰して最後は娼館に売り払おうと企み、クロディーヌもパーティーの活動資金を持ち逃げする隙をうかがっている。
ジョナサン
声 - 日向未南
クロディーヌがニックの次に騙して金蔓にしようとした相手。
レオン
声 - 柳田淳一
鉄虎隊の獣人。
滅の剣
声 - 速水奨
レオンが隠し持っていた剣型のアーティファクト。
ベッグ
声 - 田丸篤志
鉄虎隊の魔術師。
オリヴィア
声 - 髙橋ミナミ
ステッピングマンという子供攫いの取材をしている女性記者。運動能力が異様に高く、神出鬼没。とんぼ眼鏡のような大きな丸型グラスを掛ける。
レッド
声 - 葉山いくみ
冒険者ギルドに隣接したバーの女店主。バブル期のようなスーツで、短いタイトスカートにストッキング、ハイヒールを履いている。
ジュン
声 - 上田瞳
冒険者ギルドの受付嬢。豹のようなドット模様の腕を持つ浅黒い獣人。
ナルガーヴァ
声 - 大塚明夫
廃墟街で負傷者の治療をしている元神官。
白仮面
声 - 草尾毅
ステッピングマンを口封じした。

### 回想・昔の仲間など
アルガス
声 - 乃村健次
冒険者パーティー「武芸百般」のリーダー。平凡な子供だったニックを一端の冒険者へ鍛え上げた育ての親的存在で、彼からも父や兄のように慕われていた。
ありとあらゆる武器を使いこなす一流の戦士であると同時に無手の格闘術の達人でもあることから、「ウェポンマスター」の異名を取っており、ニックの短剣術や格闘術もアルガスの直伝である。
一方で、「多くが無頼の身の上である冒険者は自由と仲間との絆こそ命」という信条と、戦士職への強い拘りから来る脳筋思考から、自由と個性の尊重、知性や言葉よりも腕っぷしや気持ちの通じ合いに重きを置くことなどに「冒険者らしさ」を見出し、それらを実益を無視してまで重要視する思想の持ち主で、「武芸百般」もその思想に則った活動方針を採っており、ニック以外は手練れだが素行に問題のある荒くれの戦士職ばかりで構成された極端な脳筋集団としても有名となっている。このため、アルガス自ら費用の収支を考慮しない行動を取ったり、メンバーの問題行動も咎めず放任していたことで、財政管理役だったニックの悩みの種となっていた。
結局、ニックの几帳面さや賢さ、あれこれ細かく口を出していた行為がパーティーの活動方針や気風に合わず、先述の横領の嫌疑を理由に彼を追放した。
カリオス
声 - 坂泰斗
カランの元パーティーメンバー。その正体は新人冒険者を専門に狙う詐欺冒険者グループのリーダーで、「カリオス」という名も冒険者としての偽名の一つに過ぎない模様。
冒険者ギルドも以前から存在そのものは関知・警戒していたものの、正体はおろか、その手口の巧妙さから殉職した新人冒険者の内誰がカリオス一味の被害者なのかということさえも明確には分かっていないらしく、ギルドや「冒険者」という職業そのものへの信用問題にも関わるデリケートな事案故に迂闊な調査・公表も出来なかったことから、カランという生存した被害者の証言を得られるまで碌に尻尾を掴むことも出来ない有様だった。
フィフス
声 - 森川智之
仲間に裏切られたカランが見かけた冒険者。ギルドから単独での迷宮探索を認められる程の凄腕で、冒険も食事も1人でする事から「1人飯のフィフス」と呼ばれている。食には強い拘りを持っている。カランとは顔見知り程度の関係だが、その堂々とした態度はカランに勇気を与え、彼女を食道楽にしている。
ベロッキオ
声 - 興津和幸
ティアーナの師匠。
ヴェルキア
声 - 竹内恵美子
宿屋の女主人
ミリル
声 - 羊宮妃那
ゼムを陥れた少女

## 既刊一覧

### 小説
- 富士伸太（著者）・黒井ススム（イラスト）、KADOKAWA〈MFブックス〉、全6巻
  - 『人間不信の冒険者たちが世界を救うようです 1 〜最強パーティー結成編〜』、2019年9月25日発売[3]、ISBN 978-4-04-064062-4
  - 『人間不信の冒険者たちが世界を救うようです 2 〜麗しのパラディン編〜』、2020年3月25日発売[7]、ISBN 978-4-04-064536-0
  - 『人間不信の冒険者たちが世界を救うようです 3 〜ミナミの聖人編〜』、2021年8月25日発売[8]、ISBN 978-4-04-680696-3
  - 『人間不信の冒険者たちが世界を救うようです 4 〜吟遊詩人大感謝祭編〜』、2022年12月23日発売[9]、ISBN 978-4-04-682020-4
  - 『人間不信の冒険者たちが世界を救うようです 5 〜修羅の巷の願い鏡編〜』、2023年3月24日発売[10]、ISBN 978-4-04-682320-5
  - 『人間不信の冒険者たちが世界を救うようです 6 〜夢の終着点編〜』、2023年11月25日発売[11]、ISBN 978-4-04-683072-2

### 漫画
- 富士伸太（原作）・川上真樹（作画）・黒井ススム（キャラクター原案）『人間不信の冒険者たちが世界を救うようです』 KADOKAWA〈MFコミックス〉、全6巻
  1. 2020年3月23日発売[12][13]、ISBN 978-4-04-064478-3
  2. 2020年8月21日発売[14]、ISBN 978-4-04-064826-2
  3. 2021年1月22日発売[15]、ISBN 978-4-04-680099-2
  4. 2021年9月21日発売[16]、ISBN 978-4-04-680639-0
  5. 2022年4月22日発売[17]、ISBN 978-4-04-681232-2
  6. 2023年1月23日発売[18]、ISBN 978-4-04-682065-5

## テレビアニメ
2021年8月15日、YouTubeに配信された「【MFブックス】レーベル8周年記念WEB特番！」にて、本作のアニメ化が発表された。2023年1月から3月までTOKYO MXほかで放送された。

### スタッフ
- 原作 - 富士伸太[5]
- キャラクター原案 - 黒井ススム[5]
- 原作企画 - フロンティアワークス[5]
- 監督・シリーズ構成・絵コンテ - いまざきいつき[5]
- 助監督・撮影監督・編集 - 堀川和人[5]
- キャラクターデザイン・総作画監督 - 長尾浩生[5]
- プロップデザイン - 野沢弘樹[5]
- 色彩設計 - 近藤直登[5]
- 美術監督 - Seo Jungho[5]
- 美術設定 - 中原英統[5]
- 音楽 - 高橋諒[5]、宝野聡史、藤井亮太
- 音響監督 - 納谷僚介[5]
- 音楽制作 - ポニーキャニオン[5]
- プロデューサー - 南原充宏、今井遼介、金田一健、井上弘美、大和田智之、尾形光広、松本英晃、坂本耕作
- アニメーションプロデューサー - 石原直樹
- アニメーション制作 - GEEKTOYS[5]
- アニメーション制作協力 - アニメーションスタジオ・セブン[5]
- 製作 - 「人間不信の冒険者たちが世界を救うようです」製作委員会（博報堂DYミュージック&ピクチャーズ、フロンティアワークス、KADOKAWA、ポニーキャニオン、BS11、スタジオマウス、角川メディアハウス、GEEK PICTURES、GEEKTOYS）

### 主題歌
「Glorious World」
土岐隼一によるオープニングテーマ。作詞はRUCCA、作曲・編曲はDream Monsterのアッシュ井上。
「Never Fear」
阿部真央の作詞・作曲・歌によるエンディングテーマ。編曲はESME MORIと和田健一郎。

### 各話リスト
| 話数   | サブタイトル                     | 脚本     | 脚本           | 演出           | 作画監督                                                                                  | 初放送日       |
| ------ | -------------------------------- | -------- | -------------- | -------------- | ----------------------------------------------------------------------------------------- | -------------- |
| 第1話  | 人間不信の冒険者たち             | たかだ誠 | いまざきいつき | 馬場竜一       | 長尾浩生 三関宏幸 竹内一将 野沢弘樹                                                       | 2023年 1月10日 |
| 第2話  | 最強パーティ結成？サバイバーズ！ | 岡篤志   | いまざきいつき | 小林寿徳       | 長尾浩生 三関宏幸 竹内一将 野沢弘樹 椎葉幹朗                                              | 1月17日        |
| 第3話  | カランの秘密                     | 小林亮介 | いまざきいつき | Han Younghoon  | Kim Suho Jung Eunhee                                                                      | 1月24日        |
| 第4話  | 絆の迷宮                         | たかだ誠 | いまざきいつき | Kim Eunbyeong  | Kim Suho Cho Eungyeong Jung Eunhee Song Jinyeong                                          | 1月31日        |
| 第5話  | 鉄虎隊、相まみえる。             | 小林亮介 | いまざきいつき | 馬場竜一       | 三関宏幸 馬場竜一 半扇門                                                                  | 2月7日         |
| 第6話  | 算数ベアナックル                 | 岡篤志   | いまざきいつき | 細谷秋夫       | 馬場竜一 いまざきいつき XV LAN BAO GUANG ZU                                               | 2月14日        |
| 第7話  | 賭博指南                         | たかだ誠 | いまざきいつき | 馬場竜一       | 飯飼一幸 川上俊弘 菊地淳亮 木村聡志 竹内一将 野沢弘樹 馬場竜一 三関宏幸                   | 2月21日        |
| 第8話  | 麗しのパラディンさま             | 小林亮介 | いまざきいつき | Kim Eunbyeong  | Lee Jitaek Cho Mijeong Lee Yeongmi                                                        | 2月28日        |
| 第9話  | 迷宮都市伝説 ステッピングマン!?  | 岡篤志   | いまざきいつき | Han Younghoon  | Kim Suho Jung Eunhee Lee Seongjae                                                         | 3月7日         |
| 第10話 | 迷宮捜査網                       | たかだ誠 | いまざきいつき | 馬場竜一       | 竹内一将 馬場竜一 水谷剛徳 田中淳次 半扇門                                                | 3月14日        |
| 第11話 | サバイバーズVSステッピングマン   | 小林亮介 | いまざきいつき | Kim Eunbyeong  | Lee Jitaek Cho Mijeong Lee Yeongmi                                                        | 3月21日        |
| 第12話 | 冒険者はまだ世界を救えない       | 岡篤志   | いまざきいつき | いまざきいつき | 飯飼一幸 川上俊弘 菊地淳亮 木村聡志 竹内一将 田中淳次 野沢弘樹 馬場竜一 三関宏幸 水谷剛徳 | 3月28日        |

### 放送局
| 放送期間                | 放送時間                     | 放送局     | 対象地域 | 備考                             |
| ----------------------- | ---------------------------- | ---------- | -------- | -------------------------------- |
| 2023年1月10日 - 3月28日 | 火曜 23:00 - 23:30           | TOKYO MX   | 東京都   |                                  |
| 2023年1月11日 - 3月29日 | 水曜 0:00 - 0:30（火曜深夜） | BS11       | 日本全域 | 製作参加 / BS放送 / 『ANIME+』枠 |
|                         | 水曜 1:00 - 1:30（火曜深夜） | KBS京都    | 京都府   |                                  |
| 2023年1月12日 - 3月30日 | 木曜 0:00 - 0:30（水曜深夜） | サンテレビ | 兵庫県   |                                  |

| 配信開始日    | 配信時間                | 配信サイト | 備考            |
| ------------- | ----------------------- | --- | --------------- |
| 2023年1月3日  | 火曜 23:30 - 水曜 0:00  | ABEMA | 地上波1週間先行 |
| 2023年1月10日 | 火曜 23:00 以降順次更新 | Amazon Prime Video dアニメストア U-NEXT アニメ放題 Hulu バンダイチャンネル ひかりTV DMM TV TELASA J:COMオンデマンド auスマートパスプレミアム milplus FOD ビデオマーケット Google Play HAPPY!動画 ムービーフルPlus GYAO!ストア music.jp ニコニコ GYAO! |                 |

### BD
| 巻 | 発売日        | 収録話         | 規格品番  |
| -- | ------------- | -------------- | --------- |
| 上 | 2023年4月26日 | 第1話 - 第6話  | FFXN-9003 |
| 下 | 2023年5⽉31⽇ | 第7話 - 第12話 | FFXN-9004 |